# Bombardier Régio2N
Die Régio2N (oder Régio 2N) sind elektrische Doppelstocktriebzüge von Bombardier Transportation (seit 2021 Alstom), die für die französische Staatsbahn SNCF entwickelt wurde. Die Zweisystemeinheiten wurden für den Einsatz in den französischen Regionen (Transport express régional =TER) konzipiert, sie sind unter beiden im französischen Eisenbahnnetz existierenden Stromsystemen einsetzbar. Alstom beschreibt die Züge als Teil seiner OMNEO-Produktplattform.
Die SNCF vereinbarte 2010 mit Bombardier einen Rahmenvertrag über 860 Züge. Ende 2013 waren für zehn Regionen 207 Einheiten fest bestellt; Ende 2020 491.

## Aufbau
Die Régio2N sind Gliedertriebzüge mit Jakobs-Drehgestellen. Ein Zug besteht abwechselnd aus einstöckigen und doppelstöckigen Wagenkästen, welche im Baukastenprinzip miteinander kombiniert werden können. Die Züge bestehen aus bis zu vier verschiedenen Wagentypen: einstöckige Endwagen (14,30 m), doppelstöckige Endwagen (19,21 m), ein- (10,02 m) und doppelstöckige Mittelwagen. Die doppelstöckigen Mittelwagen können in kurzer (13,69 m) und langer (15,44 m) Ausführung gebaut werden. Die doppelstöckigen Mittelwagen weisen keine Türen auf, letztere befinden sich in den einstöckigen Mittelwagen (zwei Türen pro Fahrzeugseite) und den Endwagen (jeweils eine pro Fahrzeugseite). Die einstöckligen Wagenkästen mit den Einstiegen enthalten auch die Stromabnehmer mit der Hochspannungsausrüstung. Die Türen sind 1,6 m breit und die Einstiegshöhe beträgt 600 mm über Schienenoberkante. Die einstöckigen Wagenkästen sind 3,05 m breit, die doppelstöckigen 2,99 m. Die Wagen sind 4,32 m über SO hoch.
Es werden verschiedene Zugkonfigurationen angeboten:
- Courte 1 (Kurz 1): sechsteilig, 80,945 m lang, 350 (2+2 Bestuhlung) oder 400 (2+3 Bestuhlung) Sitzplätze, besteht aus einem ein- und doppelstöckigen Endwagen und aus zwei ein- und zweigeschossigen (kurz) Mittelwagen;
- Courte 2 (Kurz 2): sechsteilig, 82,695 m lang, 380 (2+2 Bestuhlung) oder 440 (2+3 Bestuhlung) Sitzplätze, besteht aus einem ein- und doppelstöckigen Endwagen und aus zwei ein- und zweigeschossigen (kurz und lang) Mittelwagen;
- Moyenne (Mittel): siebenteilig, 94,975 m lang, 440 (2+2 Bestuhlung) oder 510 (2+3 Bestuhlung) Sitzplätze, besteht aus zwei einstöckigen Endwagen und aus zwei ein- und drei zweigeschossigen (kurz oder lang) Mittelwagen;
- Longue (Lang): achtteilig, 109,910 m lang, 520 (2+2 Bestuhlung) oder 605 (2+3 Bestuhlung) Sitzplätze, besteht aus einem ein- und doppelstöckigen Endwagen und aus drei ein- und zweigeschossigen (kurz oder lang) Mittelwagen;
- Extra Longue (Extra Lang): zehnteilig, 135,375 m lang, 660 (2+2 Bestuhlung) oder 770 (2+3 Bestuhlung) Sitzplätze, besteht aus einem ein- und doppelstöckigen Endwagen und aus vier ein- und zweigeschossigen (kurz oder lang) Mittelwagen;

Die Innenausstattung lässt sich entsprechend den Anforderungen des Bestellers anpassen. Dazu können die Sitzaufteilung (2+1-, 2+2- oder 2+3-Bestuhlung) und der Sitzabstand (größere Beinfreiheit auf überregionalen Strecken) verändert werden.

## Geschichte

### Bestellungen
Die ersten 80 Triebzüge des Rahmenvertrags wurden am 24. Februar 2010, für die Regionen Aquitaine, Bretagne, Centre-Val de Loire, Nord-Pas-de-Calais, Provence-Alpes-Côte d’Azur und Rhône-Alpes, bestellt. Im März 2010 wurden 49 zusätzliche Züge bestellt.
Bis 2021 bestellten 10 französische Regionen 491 Züge der Omneo-Plattform, darunter 373 Nahverkehrs- und Regionalzüge des Typs Regio 2N sowie 118 Züge des Typs Omneo Premium. Aufgrund einer neuen Einteilung der Regionen kommen die Bestellungen seit 2016 von maximal 13 statt vormals 22 Regionen.
Ende Juni 2013 bestellte die Region Picardie sieben zehnteilige Züge, die Region Pays de la Loire bestellte im Oktober 2013 13 Züge, welche für eine Höchstgeschwindigkeit von 200 km/h ausgelegt wurden. Die Region Ile-de-France bestellte im Dezember 2013 für die Transilien-Linie R (Sud-Est) 48 achtteilige Einheiten. Am 25. Dezember 2013 gab die SNCF bekannt, für die Region Midi-Pyrénées 10 Einheiten bestellt zu haben.

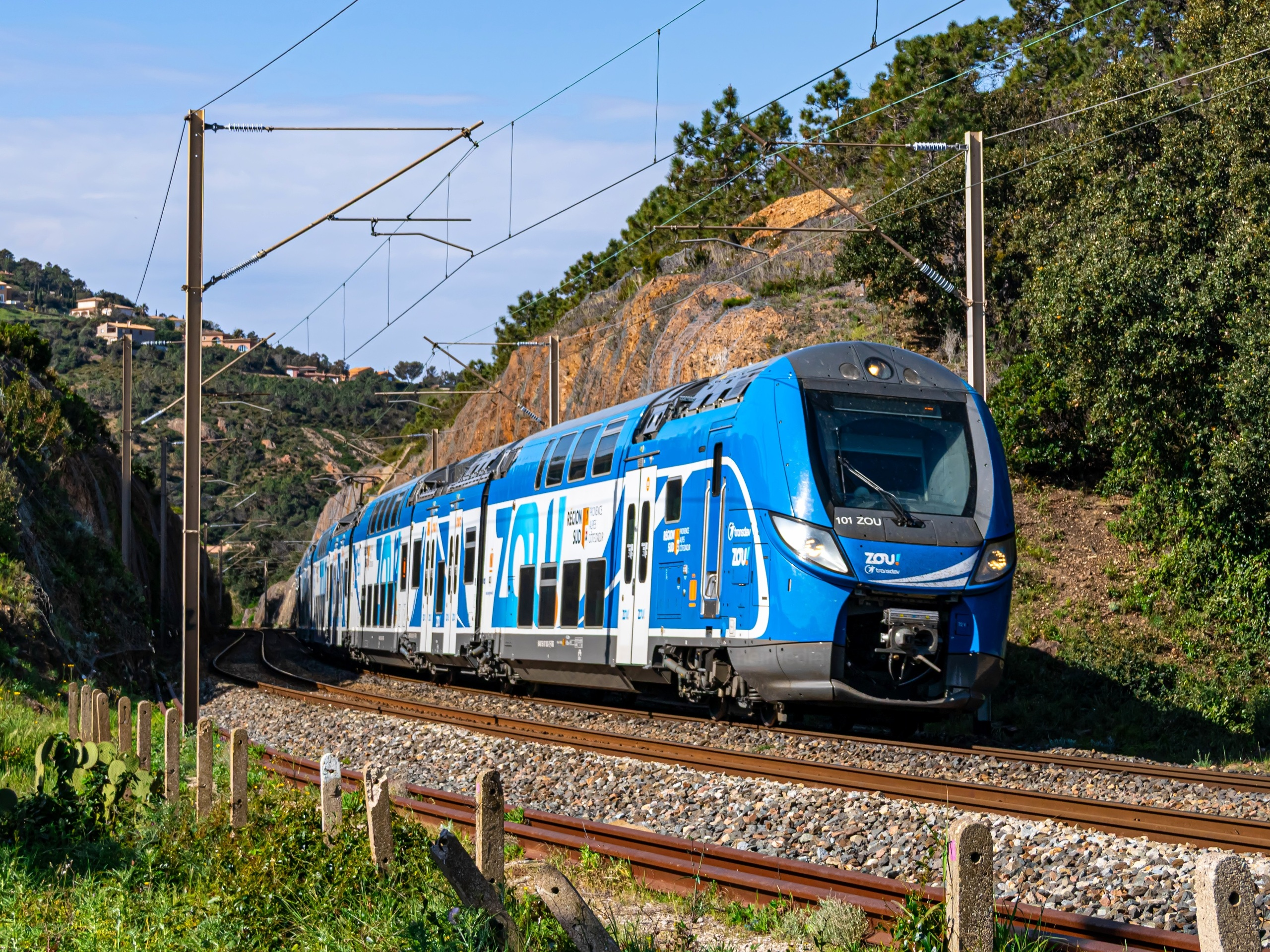
Alstom Régio2N für Transdev Rail (April 2025)

Folgende Regionen bestellten Régio2N-Triebüge bestellt:
- Aquitaine: 24 sechsteilige Züge
- Auvergne-Rhône-Alpes: 59 sechsteilige Züge
- Bretagne: 7 sechs- und 19 achtteilige Züge
- Centre-Val de Loire: 48 achtteilige Züge, davon 32 Omnéo Premium
- Hauts-de-France: 18 sieben- und 59 zehnteilige Züge, davon 19 Omnéo Premium
- Ile-de-France: 134 achtteilige Züge
- Normandie: 67 zehnteilige Züge mit 200 km/h Höchstgeschwindigkeit, alle 67 Omnéo Premium
- Occitanie: 18 sechsteilige Züge
- Pays de la Loire: 13 achtteilige Züge
- Provence-Alpes-Côte d’Azur: 16 achtteilige Züge für Transdev Rail, mit 352 Sitzen

Die Kosten für eine sechsteiligen Einheit liegen bei 10 Mio. Euro.

### Produktion und Zulassung

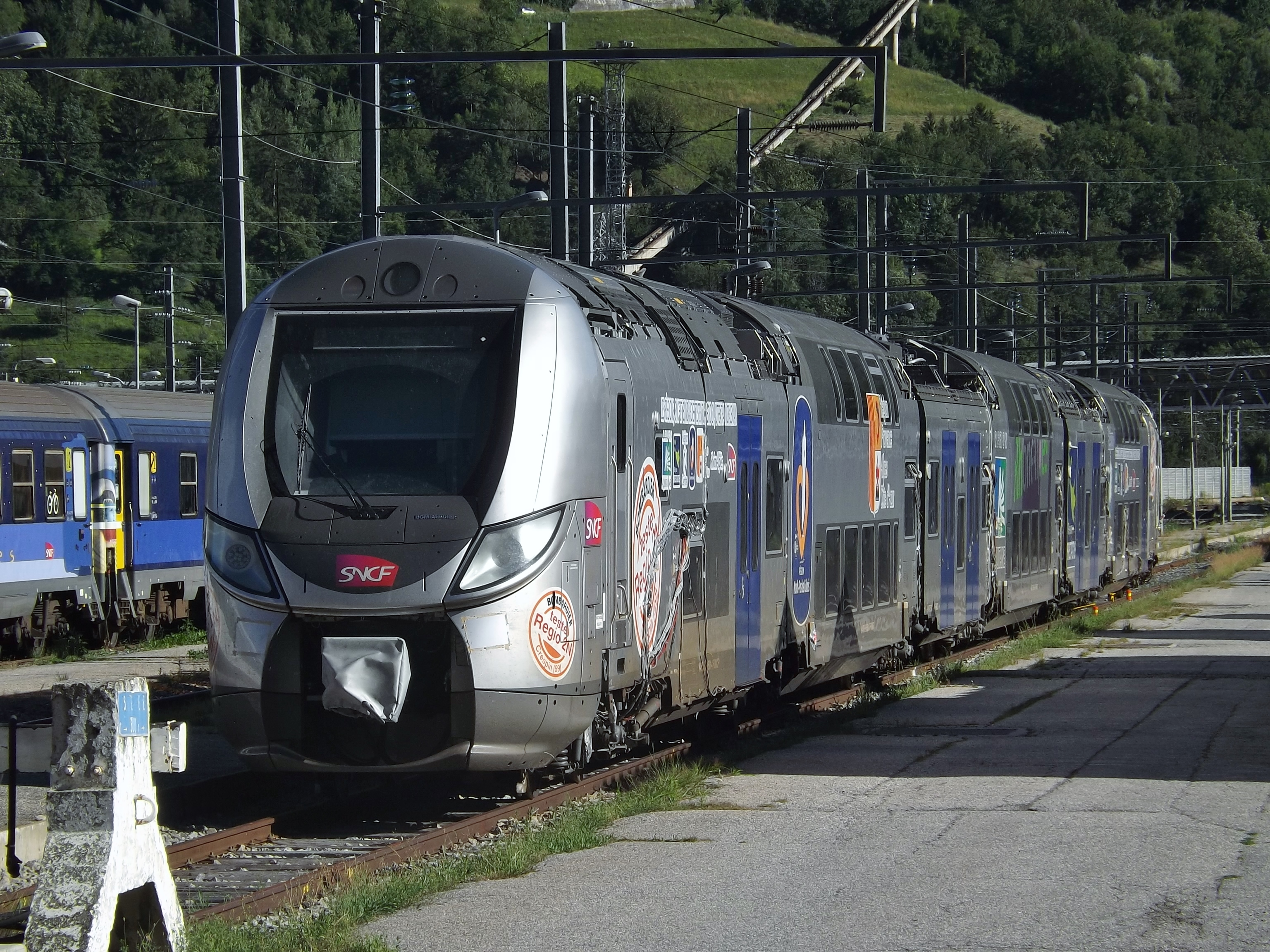
Ein Testzug in Bourg-Saint-Maurice (2013)

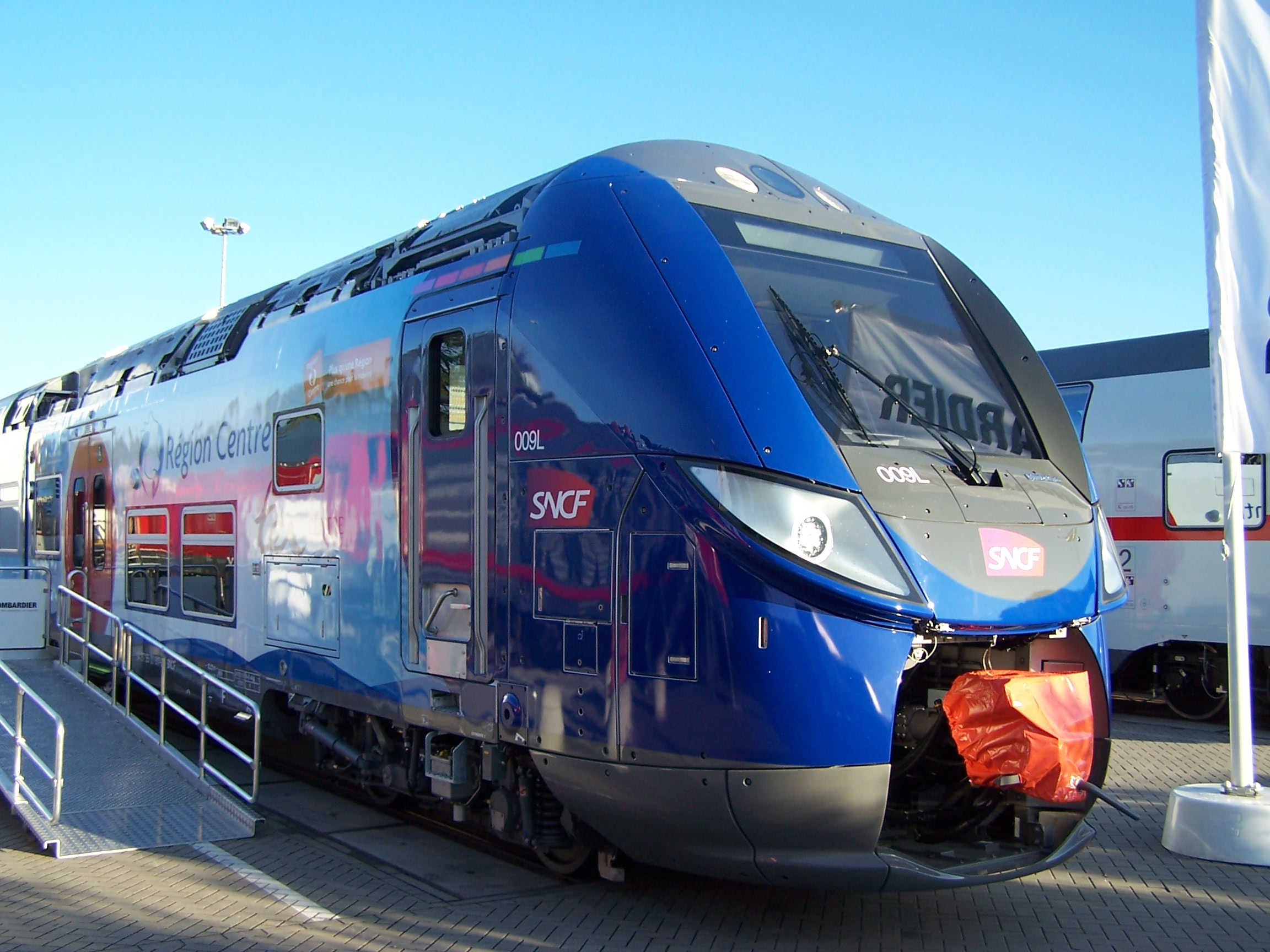
Z 55517 der Region Centre-Val de Loire auf der InnoTrans 2014.

Gefertigt werden die Triebzüge bei Alstom im nordfranzösischen Crespin. Es wurden neun Vorserieneinheiten hergestellt. Diese dienten der Erprobung neuer Komponenten, dem Testen der elektrischen und sicherungstechnischen Ausrüstung und der Optimierung der Ausstattung des Fahrgastraums. Dieses umfangreiche Testprogramm wurde von Bombardier entwickelt, um die Zuverlässigkeit der Züge ab der Ablieferung garantieren zu können. Die neun Züge sind verschieden aufgebaut, um verschiedene Ausstattungen prüfen zu können. Die ersten dynamischen Tests begannen am 25. September 2012. Von Oktober 2012 an befand sich ein Triebzug (Z 55501) auf dem Eisenbahnversuchsring Velim, um die elektrische Ausrüstungen zu testen. Am 5. und 6. Juni 2013 wurde der Zug im Prüfcenter Wegberg-Wildenrath den Vertretern der SNCF und der französischen Regionen vorgeführt. Insgesamt sollen 100 000 km in Einfachtraktion zurückgelegt werden, in Doppeltraktion 20 000 km.
Ursprünglich sollten die ersten Züge ab Juni 2013 an die SNCF abgeliefert werden. Schließlich begann am 25. Juli 2013 die Serienproduktion mit dem Bau der ersten Einheit für die Region Rhône-Alpes. Es sollen pro Monat drei Zugeinheiten hergestellt und ausgeliefert werden. Die ersten drei Züge für Rhône-Alpes wurden am 23. Dezember 2013 ausgeliefert.
Auf der InnoTrans 2014 in Berlin wurde eine achtteilige Garnitur für die Region Centre-Val de Loire ausgestellt.

## Omnéo Premium
Um lokbespannte Züge im Intercités-Dienst zu ersetzen, wird eine Version mit auf 200 km/h erhöhter Maximalgeschwindigkeit und komfortableren Sitzen gebaut.
Vierzig zehnteilige Züge Typ Omnéo Premium (Z 56600) verkehren in der Normandie zwischen Paris und Caen sowie Cherbourg beziehungsweise nach Le Havre. Die Einheiten bieten 59 Sitze in der ersten und 446 in der zweiten Klasse.
Weitere 32 achtteilige Einheiten wurden ab 2020 für die Region Centre-Val-de-Loire ausgeliefert. Die Einheiten weisen 62 Sitze in der ersten und 378 in der zweiten Klasse auf und verkehren zwischen Paris und Orléans, Bourges sowie Nevers.
Für den Ersatz lokbespannter Züge ab dem Pariser Bahnhof Gare du Nord in die Region Hauts-de-France wurden 19 Achtteiler bestellt.